# روبيرتو بريدا
روبيرتو بريدا (بالإيطالية: Roberto Breda)‏ (21 أكتوبر 1969 بتريفيزو في إيطاليا ) هو مدرب كرة قدم ولاعب كرة قدم إيطالي في مركز الوسط. شارك مع منتخب إيطاليا تحت 21 سنة لكرة القدم. أما مع النوادي، فقد لعب مع نادي أودينيزي ونادي بارما ونادي جنوى ونادي ساليرنيتانا ونادي سامبدوريا ونادي سبال ونادي كاتانيا ونادي مسينا وFootball Club Ospitaletto 2000 ‏.

## وصلات خارجية
- روبيرتو بريدا على موقع قاعدة بيانات كرة القدم.إي يو (الإنجليزية)
- روبيرتو بريدا على موقع Soccerway.com (الإنجليزية)
- روبيرتو بريدا على موقع عالم كرة القدم.نت (الإنجليزية)